# Unió Democràtica de Catalunya
Unió Democràtica de Catalunya (UDC oder Unió, deutsch: Demokratische Union Kataloniens) ist eine sich in Liquidation befindende christdemokratische Regionalpartei in Katalonien. Sie vertritt einen gemäßigten, konservativen Regionalismus und trat von 1979 bis 2015 bei Wahlen in dem Parteienbündnis Convergència i Unió (CiU) zusammen mit der liberal-regionalistischen Convergència Democràtica de Catalunya an. Dieses Parteienbündnis wurde jedoch im Juni 2015 aufgelöst. UDC war Mitglied der Europäischen Volkspartei, in der Legislaturperiode 2014–2019 ist sie im Europaparlament mit einem Sitz vertreten. Über das Vermögen der Partei wurde im September 2016 das Insolvenzverfahren eröffnet.
Die Partei wurde 1931 gegründet. Während der Zweiten Spanischen Republik (1931–36) vertrat sie gemäßigt regionalistische Positionen und trat für das katalanische Autonomiestatut, nicht aber für die 1934 einseitig von der katalanischen Regierung ausgerufene Souveränität ein. Im Spanischen Bürgerkrieg stand sie auf der Seite der republikanischen Regierung, geriet jedoch aufgrund ihrer katholischen Ausrichtung in Konflikt mit deren anarchistischen Verbündeten.
Während der Diktatur unter General Francisco Franco zog sich UDC in den Untergrund zurück, wo sie sich vor allem auf kulturelle Tätigkeiten wie die (vom Regime verbotene) Förderung der katalanischen Sprache konzentrierte. Außerdem unterhielt sie Kontakte zu anderen regionalistischen Untergrundparteien, etwa die baskisch-nationalistische Partei PNV. 1961 nahm UDC an der Gründung der Christdemokratischen Internationalen teil.
Nach der Legalisierung der Parteien im Zuge des Übergangs zur Demokratie nach dem Tod Francos schloss sich UDC der Europäischen Volkspartei an. Bei den ersten demokratischen Parlamentswahlen 1977 erreichte sie einen Abgeordneten. Zwei Jahre später bildete sie ein festes Bündnis mit der liberal-regionalistischen Convergència Democràtica de Catalunya (CDC). Dieses Bündnis, Convergència i Unió, erreichte bei den Regionalwahlen 1980 eine relative Mehrheit im katalanischen Parlament und stellte mit dem CDC-Vorsitzenden Jordi Pujol bis zum Jahr 2003 ununterbrochen den Regierungschef Kataloniens. Die UDC stellte dabei mit Miquel Coll, Joaquim Xicoy und Joan Rigol jeweils den katalanischen Parlamentspräsidenten.
Der Präsident der UDC (1987–2016), Josep Antoni Duran i Lleida, war von 2004 bis 2016 zugleich der Vorsitzende der CiU-Fraktion im spanischen Parlament. Innerhalb des mittlerweile aufgelösten Bündnisses galt UDC als eher einer Zusammenarbeit mit den großen spanischen Parteien PSOE und PP gegenüber aufgeschlossen, während CDC stärker regionalistisch-nationalistische Positionen vertritt.
Am 16. Januar 2016 trat Josep Antoni Duran Lleida von seinen Parteiämtern zurück. Er begründete diesen Schritt mit den beiden Wahlniederlagen im September (Parlamentswahl in Katalonien) und Dezember 2015 (Parlamentswahl in Spanien 2015).

Inzwischen wurde bekannt, dass durch großzügige Spenden eines katalanischen Unternehmers an die Partei UDC (100.000 EUR) und an die CDC (500.000 EUR) dieser im Gegenzug Aufträge der öffentlichen Hand erhielt. Gustavo Buesa, in Katalonien auch als der katalanische Müllkönig bekannt, wurde am 13. Juli 2016 aufgrund der gegen ihn erhobenen Vorwürfe von der Guardia Civil und Antikorruptionsbehörde festgenommen. Er steht auch im Zusammenhang mit der gegen die Familie Pujol erhobenen Korruptionsvorwürfen.
Auf eigenen Antrag der Partei wurde im September 2016 wegen Überschuldung das Insolvenzverfahren über ihr Vermögen eröffnet. Im März 2017 stellte UDC daraufhin ihre politische Tätigkeit ein. Als juristische Person besteht die Partei nur noch zum Zwecke der Liquidation fort. Als politische Nachfolgeorganisation wurde im Juni 2017 die Partei Units per Avançar gegründet.

## Wahlergebnisse
| Wahl                | Stimmen | %   | Mandate |
| ------------------- | ------- | --- | ------- |
| Parlamentswahl 2015 | 65.388  | 0,3 | 0 / 350 |